# Elliot R. Wolfson
Elliot R. Wolfson (nacido el 23 de noviembre de 1956) es un estudioso de los estudios judaicos, el misticismo comparado y la filosofía de la religión.
Wolfson obtuvo los títulos de B.A. y M.A. en filosofía en Queens College de la Universidad de la Ciudad de Nueva York, y los títulos de M.A. y Ph.D. en estudios del Cercano Oriente y judaicos en la Universidad Brandeis, donde se formó bajo la supervisión de Alexander Altmann.
Wolfson ocupa la cátedra Marsha and Jay Glazer en Estudios Judíos en la Universidad de California en Santa Bárbara. Anteriormente fue Abraham Lieberman Professor of Hebrew and Judaic studies en la Universidad de Nueva York (1987–2014).
Su principal área de investigación académica es la historia de la mística judía, pero ha aplicado a ese campo su formación en filosofía, crítica literaria, teoría feminista, hermenéutica posmoderna, tradiciones místicas orientales y la fenomenología de la religión. También se le considera «el principal intérprete académico» del difunto rabino Menachem Mendel Schneerson, influyente exlíder de la dinastía jasídica de Lubavitch.
También ha publicado tres volúmenes de poesía (extraídos de la colección de poemas que ha reunido durante décadas titulada Preparations for Death) y ha realizado una exposición en galería de sus pinturas. Wolfson ha sido editor del Journal of Jewish Thought and Philosophy desde su creación en 1992. También ha formado parte de varios consejos editoriales de colecciones y revistas.
El hijo de Wolfson, Elijah Wolfson, fue anteriormente editor senior en Newsweek. y ahora es director editorial en Time. Su otro hijo, Josiah Wolfson, es propietario de Aeon Bookstore en Manhattan.

## Distinciones y premios
Las publicaciones de Wolfson han ganado premios de prestigio como el Premio a la Excelencia en el Estudio de la Religión de la American Academy of Religion en la categoría de Estudios Históricos en 1995, y el Premio a la Excelencia en Estudios Constructivos y Reflexivos de la American Academy of Religion en 2012.
Wolfson ganó dos Premios Nacionales del Libro Judío en la categoría de Investigación, en 1995 por Through a Speculum That Shines y en 2005 por Language, Eros, Being: Kabbalistic Hermeneutics and Poetic Imagination.
Además, Wolfson ha recibido varios honores y premios académicos:
The Regenstein Visiting Professor in Jewish Studies in the Divinity School, Universidad de Chicago (1992);
Visiting Professor in the Russian State University in the Humanities (1995);
Fellow en el Institute for Advanced Study, Princeton, Nueva Jersey (1996);
Shoshana Shier Distinguished Visiting Professor, Universidad de Toronto (1998);
Fellow en el Institute for Advanced Studies, Universidad Hebrea de Jerusalén (2000, 2008–2009);
Crown-Minnow Visiting Professor of Theology and Jewish Studies, Universidad de Notre Dame (2002);
Brownstone Visiting Professor of Jewish Studies, Dartmouth College (2003);
Visiting Professor in the Humanities Center, Universidad Johns Hopkins (2005);
Professor of Jewish Mysticism en la Universidad de Shandong, Jinan, China (2005);
Lynette S. Autrey Visiting Professor, Humanities Research Center, Universidad Rice (2007);
Fellow en el Katz Center for Advanced Judaic Studies de la Universidad de Pensilvania (2012);
Weinstock Visiting Professor of Jewish Studies, Universidad de Harvard (2016).
También ha enseñado en la Universidad Cornell, Queens College, Universidad de Princeton, Jewish Theological Seminary of America, Reconstructionist Rabbinical College, Hebrew Union College, Bard College y Universidad de Columbia.
Wolfson es miembro de la Academia Estadounidense de las Artes y las Ciencias, de la American Academy of Jewish Research y de la American Society for the Study of Religion.

## Obras
Historia
- The Book of the Pomegranate: Moses de Leon's Sefer ha-Rimmon (Scholars Press, 1988)
- Through the Speculum That Shines: Vision and Imagination in Medieval Jewish Mysticism (Princeton University Press, 1994)
- Along the Path: Studies in Kabbalistic Hermeneutics, Myth, and Symbolism (State University of New York Press, 1995)
- Circle in the Square: Studies in the Use of Gender in Kabbalistic Symbolism (State University of New York Press, 1995)
- Abraham Abulafia—Kabbalist and Prophet: Hermeneutics, Theosophy, and Theurgy (Cherub Press, 2000)
- Language, Eros, and Being: Kabbalistic Hermeneutics and the Poetic Imagination (Fordham University Press, 2005)
- Alef, Mem, Tau: Kabbalistic Musings on Time, Truth, and Death (University of California Press, 2006)
- Venturing Beyond: Law and Morality in Kabbalistic Mysticism (Oxford University Press, 2006)
- Luminal Darkness: Imaginal Gleanings From Zoharic Literature (Oneworld Publications, 2007)
- Open Secret: Postmessianic Messianism and the Mystical Revision of Menahem Mendel Schneerson (Columbia University Press, 2009)
  - A Dream Interpreted Within a Dream: Oneiropoiesis and the Prism of Imagination (Zone Books, 2011)
- Giving Beyond the Gift: Apophasis and Overcoming Theomania (Fordham University Press, 2014)
- Elliot Wolfson: Poetic Thinking, editado por Hava Tirosh-Samuelson y Aaron W. Hughes (Brill, 2015)
- The Duplicity of Philosophy's Shadow: Heidegger, Nazism, and the Jewish Other (Columbia University Press, 2018)
- Heidegger and Kabbalah: Hidden Gnosis and the Path of Poiesis (Indiana University Press, 2019)
- Suffering Time: Philosophical, Kabbalistic, and Ḥasidic Reflections on Temporality (Brill, 2021)
- The Philosophical Pathos of Susan Taubes: Between Nihilism and Hope (Stanford University Press, 2023)
- New Paths in Jewish and Religious Studies: Essays in Honor of Professor Elliot R. Wolfson, editado por Glenn Dynner, Susannah Heschel y Shaul Magid (Purdue University Press, 2024)
- Nocturnal Seeing: Hopelessness of Hope and Philosophical Gnosis in Susan Taubes, Gillian Rose, and Edith Wyschogrod (Stanford University Press, 2025)

Libros editados
- Perspectives on Jewish Thought and Mysticism, editado con Alfred Ivry y Alan Arkush (Harwood Academic Publishers, 1998)
- Rending the Veil: Concealment and Secrecy in the History of Religions (Seven Bridges Press, 1999)
- Suffering Religion, editado con Robert Gibbs (Routledge, 2002)
- New Directions in Jewish Philosophy, editado con Aaron Hughes (Indiana University Press, 2009)
- Studies in Medieval Jewish Intellectual and Social History: Festschrift in Honor of Robert Chazan, editado con David Engel y Lawrence H. Schiffman (Brill, 2012)
- D. G. Leahy and the Thinking Now Occurring, editado con Lissa McCullough (State University of New York Press, 2021)
- Poesía
- Pathwings: Poetic-Philosophic Reflections on the Hermeneutics of Time and Language (Station Hill Press, 2004)
- Footdreams and Treetales: 92 Poems (Fordham University Press, 2007)
- Unveiling the Veil of Unveiling: Philosophical Aphorisms and Poems on Time, Language, Being, and Truth (Panui, 2021)